# Силицид самария
Силицид самария — бинарное неорганическое соединение
самария и крeмния
с формулой SmSi,
кристаллы.

## Получение
- Нагревание чистых веществ в вакууме:

{\displaystyle {\mathsf {Sm+Si\ {\xrightarrow {1800^{o}C}}\ SmSi}}}

## Физические свойства
Силицид самария образует кристаллы
тетрагональной сингонии, пространственная группа P nma, параметры ячейки a = 0,813 нм, b = 0,390 нм, c = 0,583 нм, Z = 4,
структура типа борида железа FeB
.
Соединение конгруэнтно плавится при температуре ≈1800°С
.